# Греда Брешка
Греда Брешка је насељено место у саставу Града Иванић Града, у Загребачкој жупанији, Република Хрватска.

## Становништво
| Националност       | 1991.        |
| Хрвати             | 171 (98,27%) |
| Срби               | 0            |
| Југословени        | 0            |
| остали и непознато | 3 (1,72%)    |
| Укупно             | 174          |